# Liste der Stolpersteine in Hohen Neuendorf

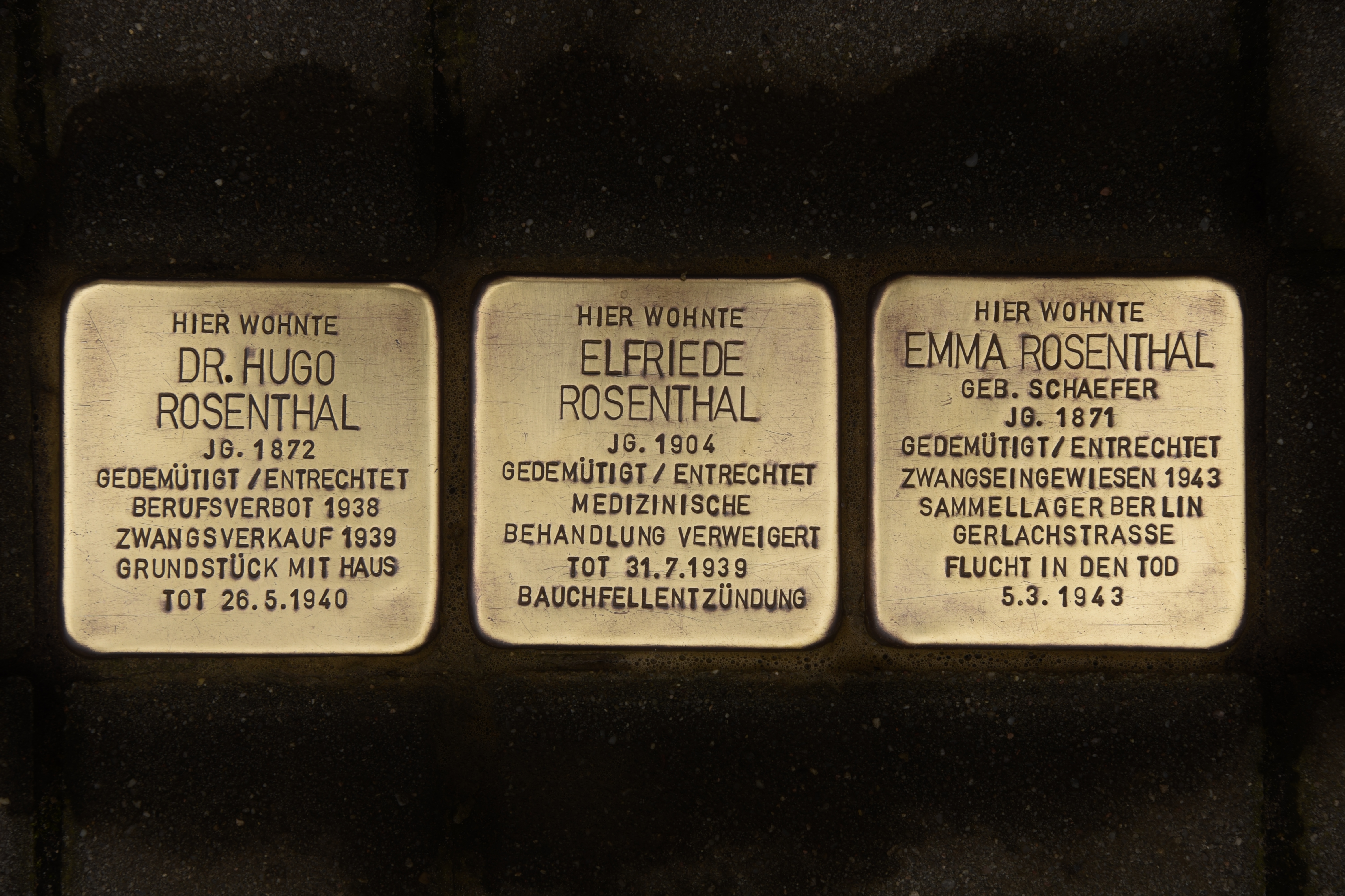
Stolpersteine für Familie Rosenthal

Die Liste der Stolpersteine in Hohen Neuendorf enthält die Stolpersteine, die in der Stadt Hohen Neuendorf verlegt wurden. Stolpersteine erinnern an das Schicksal der Menschen, die von den Nationalsozialisten ermordet, deportiert, vertrieben oder in den Suizid getrieben wurden. Die Stolpersteine wurden vom Kölner Künstler Gunter Demnig konzipiert und werden von ihm in der Regel selbst verlegt.
Die Stolpersteine liegen im Regelfall vor dem letzten selbstgewählten Wohnort des Opfers.
Die Stolpersteine in Hohen Neuendorf werden durch den Geschichtskreis des Kulturkreises Hohen Neuendorf verlegt. Das Projekt nennt sich „Stolpersteine für Hohen Neuendorf“. Anstoß gab ein 1996 vom Dichter Jürgen Rennert veröffentlichter Artikel, in dem er sich über die Einebnung des Grabes von Dr. Hugo Rosenthal erregte sowie das Schicksal der in Hohen Neuendorf ansässigen Familie Reinhold Meyer, Sohn eines jüdischen Literaturprofessors und Kunstsammlers und Enkel eines der Gründer der Deutschen Bank. Als 2011 die Stolpersteine für Familie Rosenthal verlegt wurden, äußerte sich Rennert wie folgt: „Mit den drei Stolpersteinen, die heute ins Pflaster kommen, fällt mir kein Stein vom Herzen. Es gibt ein Geschehen, das sich weder gut- noch wiedergutmachen lässt.“
2010 wurden die ersten Steine in der Stadt verlegt.

## Stolpersteine
Die Tabelle ist teilweise sortierbar; die Grundsortierung erfolgt alphabetisch nach dem Familiennamen.
| Stolperstein | Inschrift | Verlegeort                        | Name, Leben |
| ------------ | --- | --------------------------------- | --- |
|              | HIER WOHNTE DR. CURT ECKSTEIN JG. 1890 BERUFSVERBOT 1938 VERHAFTET 1944 RAVENSBRÜCK DEPORTIERT 1944 ERMORDET IN AUSCHWITZ                                         | Fasanenweg 9 ·                    | Curt Eckstein, auch Kurt Eckstein, wurde am 30. April 1890 in Reichenbach geboren. Er war verheiratet mit Charlotte Eckstein, geborene von Smolenski. Eckstein war Anwalt und hatte seine Kanzlei in Berlin (Unter den Linden 51). Spätestens ab November war es ihm auf Grund des Berufsverbotes für Anwälte jüdischer Abstammung nicht mehr möglich als Anwalt tätig zu sein. Sein Haus in Borgsdorf sowie das Grundstück versuchte er 1938 seiner Frau zu übereignen, die nichtjüdischer Herkunft war, doch wurde dies 1940 durch den Landrat abgelehnt. 1942 gelang ihm der Verkauf an einen Wirtschaftstreuhänder, doch auch dieser Verkauf wurde vom Landrat abgelehnt. Ende 1942 wurde Eckstein verhaftet, da er den Judenstern nicht vorschriftsmäßig trug. Er kam ins „Arbeitserziehungslager“ Großbeeren. 1943 musste ihm in einem Krankenhaus ein Finger amputiert werden. Am 26. Mai 1943 befand er sich im Krankenhaus des Polizeigefängnisses Berlin. Am 11. März 1944 wurde er von der Gestapo in das Männerlager des KZ Ravensbrück eingewiesen. Hier war er Zwangsarbeiter. Am 22. September 1944 wurde Curt Eckstein ins KZ Auschwitz deportiert, wo er im selben Jahr sein Leben verlor.                                                                          |
|              | HIER WOHNTE WILLY GERBER JG. 1892 VERHAFTET MÄRZ 1943 IN POTSDAM DEPORTIERT 1943 AUSCHWITZ ERMORDET 17.7.1943                                                     | Gartenweg 4 ·                     | Willy Gerber wurde am 5. Februar 1892 in Berlin geboren. Er war Bankfachmann. Seine Frau Meta war christlichen Glaubens. Das Paar hatte eine Tochter, Renate. Am Gartenweg hatte er ein Haus für die Familie gebaut. Im März 1943 wurde er von der Gestapo in Potsdam festgenommen und nach Auschwitz deportiert. Willy Gerber wurde dort am 17. Juli 1943 ermordet. |
|              | HIER WOHNTE ERNESTINE JACKS GEB. KOHLS JG. 1873 DEPORTIERT 1942 THERESIENSTADT TOT 28.4.1943                                                                      | Birkenwerder Straße 4 ·           | Ernestine Jacks, geborene Kohls, wurde am 11. Oktober 1873 in Baldenburg geboren. 1894 heiratete sie Georg Jacks in Baldenburg. Im Ersten Weltkrieg leistete sie Lazarettdienst und wurde dafür mit dem Eisernen Kreuz ausgezeichnet. Ernestine und Georg Jacks hatten acht Kinder. 1923 zog die Familie nach Hohen Neuendorf. Sie betrieben eine Schrotthandlung in Berlin. Ernestine Jacks leitete die Geschäfte. 1939 mussten sie ihr Haus und ihr Geschäft verlassen und kamen in eine kleine Wohnung nach Berlin (Kleine Auguststraße 5). Am 7. September 1942 wurden Ernestine Jacks und ihr Ehemann mit dem Transport I/60 von Berlin nach Theresienstadt deportiert. Ihre Transportnummer war die 6221. Ernestine Jacks verlor am 28. April 1943 ihr Leben in Theresienstadt. Enkeltochter Ruth Winkelmann ist als Zeitzeugin aktiv. Zumindest sieben ihrer Kinder wurden ebenfalls Opfer der Shoah. Die meisten wurden in Auschwitz ermordet: Herta (geboren 1894), Adolf (geboren 1895) und seine Frau Edith und der gemeinsamen Sohn Egon, Frieda (geboren 1897), Flora (geboren 1899), Margarete (geboren 1901) und Hermann (geboren 1903). Dagobert (geboren 1904) und dessen Frau Charlotte sowie die gemeinsame Tochter Marianne wurden 1942 in Riga ermordet.        |
|              | HIER WOHNTE GEORG JACKS JG. 1868 DEPORTIERT 1942 THERESIENSTADT TOT 28.11.1942                                                                                    | Birkenwerder Straße 4 ·           | Georg Jacks wurde am 16. März 1868 in London geboren. und somit von Geburt Engländer. Er ließ sich 1914 arisieren, um für das „Deutsche Volk“ zu kämpfen. Er war verheiratet mit Ernestine Jacks, geborene Kohls. Er war Kaufmann, während des Ersten Weltkrieges diente er als deutscher Soldat und erblindete auf Grund eines Gasangriffes. Am 7. September 1942 wurden Georg Jacks und seine Ehefrau mit dem Transport I/60 von Berlin nach Theresienstadt deportiert. Ihre Transportnummer war die 6222. Georg Jacks starb am 28. November 1942 in Theresienstadt. Auf der Todesfallanzeige wurde „Herzschlag“ als Ursache angegeben. |
|              | HIER WOHNTE HERMANN JACKS JG. 1903 DEPORTIERT 1943 AUSCHWITZ ERMORDET JULI 1943                                                                                   | Erdmannstraße 4 ·                 | Hermann Jacks wurde am 18. Juni 1903 in Berlin geboren. Er war der Sohn von Ernestine und Georg Jacks. Er war mit einer Christin, Elly Jacks geb. Widdig, verheiratet, das Paar hatte zwei Töchter: Ruth (geboren 1928) und Esther. Hermann Jacks arbeitet mit in der Schrotthandlung der Eltern. Nach den Novemberpogromen ließen sich die Eltern scheiden, hoffend so die Kinder arisieren lassen zu können. Am 2. März 1943 wurde er von Berlin nach Auschwitz deportiert. Im Juni 1943 schrieb er eine Karte an seine Töchter aus Monowitz. In diesem Lager wurde er 1943 von einem Baugerüst gestoßen. Hermann Jacks gilt laut einer Quelle als verschollen, der Stolperstein gibt an, dass Jacks im Juli 1943 ermordet wurde. Laut einem Interview mit seiner Tochter Ruth, die in den Archiven des Museums Auschwitz unter anderem das Schicksal ihres Vaters erforschte, wurde Hermann Jacks im Januar 1944 in einer Gaskammer in Auschwitz ermordet. Seiner geschiedenen Frau wurde vom NSDAP-Mitglied Leo Lindenberg eine Laube als Versteck angeboten. Dort überlebten zumindest Tochter Ruth und Hermann Jacks geschiedene Frau. Seine Tochter Esther starb im März 1945 an Diphtherie. Ruth verfasste ein Buch über ihre Erlebnisse und ist heute als Zeitzeugin aktiv. |
|              | HIER WOHNTE ARTHUR MAGNOR JG. 1890 IM WIDERSTAND / KPD VERHAFTET 30.8.1944 ZUCHTHAUS BRANDENBURG ENTHAUPTET 22.1.1945                                             | Wandlitzer Straße 11, Bergfelde · | Arthur Magnor wurde 1890 geboren. Er war Schlosser und gehörte einer Widerstandsorganisation an. Er hatte zumindest eine Tochter, Lucie. Seine erste Frau, Mutter seiner Tochter, starb früh; er heiratete erneut. Arthur Magnor lebte in Berlin-Wedding und erwarb in den 1920er Jahren das Grundstück in der Wandlitzer Straße, um dort seine Wochenenden zu verbringen. Ab 1929 lebte er hier mit seiner Familie und pendelte zur Arbeit nach Berlin. Des Weiteren trat er der KPD bei und wurde Mitglied der illegalen Saefkow-Jacob-Bästlein-Organisation, einer Widerstandsgruppe. Daneben versorgte Magnor Zwangsarbeiter mit Obst und Gemüse aus seinem Garten. 1944 versteckte er einen russischen Kriegsgefangenen, Gregori Wassiliew, auf seinem Grundstück. Er wurde denunziert und am 30. August 1944 verhaftet. Von der NS-Justiz wurde er wegen landesverräterischer Feindbegünstigung zum Tode verurteilt. Arthur Magnor wurde am 22. Januar 1945 im Zuchthaus Brandenburg-Görden mit dem Fallbeil hingerichtet. Seine Enkelin Helga Greger war bei der Verlegung des Stolpersteines anwesend. |
|              | HIER WOHNTE ELFRIEDE ROSENTHAL JG. 1904 GEDEMÜTIGT / ENTRECHTET MEDIZINISCHE BEHANDLUNG VERWEIGERT TOT 31.7.1939 BAUCHFELLENTZÜNDUNG                              | Adolf-Damaschke-Straße 10 ·       | Elfriede Rosenthal wurde 1904 geboren. Sie war die Tochter von Emma und Hugo Rosenthal. Nachdem man ihr die medizinische Behandlung verweigerte, starb Elfriede Rosenthal am 31. Juli 1939 an einer Bauchfellentzündung. |
|              | HIER WOHNTE EMMA ROSENTHAL GEB. SCHAEFER JG. 1871 GEDEMÜTIGT / ENTRECHTET ZWANGSEINGEWIESEN 1943 SAMMELLAGER BERLIN GERLACHSTRASSE FLUCHT IN DEN TOD 5. März 1943 | Adolf-Damaschke-Straße 10 ·       | Emma Rosenthal 1871 geboren. Sie war verheiratet mit dem Arzt Hugo Rosenthal. Das Paar hatte eine Tochter – Elfriede (geboren 1904). Emmas Mann starb 1940. Zu ihrem Tod gibt es abweichende Darstellungen. Laut Stolperstein wurde sie 1943 zwangseingewiesen, kam in ein Sammellager in Berlin und nahm sich am 5. März 1943 das Leben. Laut anderen Quellen erhielt sie die Nachricht, dass sie sich in das Jüdische Altersheim in die Große Hamburger Straße begeben sollte, daraufhin nahm sie sich mit einer Zyankali-Kapsel, die sie von ihrem Mann Jahre zuvor erhalten hatte, das Leben. Emma Rosenthal war Mitglied der evangelischen Gemeinde, eine Gedenktafel in der örtlichen Kirche erinnert an sie. |
|              | HIER WOHNTE DR. HUGO ROSENTHAL JG. 1872 GEDEMÜTIGT / ENTRECHTET BERUFSVERBOT 1938 ZWANGSVERKAUF 1939 GRUNDSTÜCK MIT HAUS TOT 26.5.1940                            | Adolf-Damaschke-Straße 10 ·       | Hugo Rosenthal wurde am 27. Februar 1872 in Winzig (heute Wińsko) geboren. Er war Arzt und verheiratet mit Emma Rosenthal. Das Paar hatte die 1904 geborene Tochter Elfriede. Ab 1905 lebte die Familie in Hohen Neuendorf. Hugo Rosenthal diente im Ersten Weltkrieg, er wurde dafür hoch dekoriert. Nach dem Ersten Weltkrieg stellte er Mangelerscheinungen bei Schülern fest und sorgte für eine Schulausspeisung. Er behandelte kranke Menschen unentgeltlich, wenn sie sich die Behandlung nicht leisten konnten und sorgte für preisgünstige Krankenhausaufenthalte. Die Rosenthals waren christlich-evangelisch, doch nach den Nürnberger Gesetzen galten sie als jüdisch. Ab 1938 war es ihm verboten weiter zu praktizieren. 1939 musste die Familie zwangsverkaufen. Am 26. Mai 1940 starb Hugo Rosenthal. Die Grabstätte der Familie wurde 1996 trotz Protesten eingeebnet. Im Februar 2006 wurde die örtliche Schule nach ihm benannt. |
|              | HIER WOHNTE LAURA ULLMANN JG. 1863 GEDEMÜTIGT / ENTRECHTET T0T 12.5.1941                                                                                          | Florastraße 5 ·                   | Laura Ullmann wurde 1863 geboren. Ihr Vater hatte das Haus in der Florastraße 5 vor 1900 errichten lassen, spätestens ab 1903 lebte hier Laura Ullmann. Zeitweise betrieb sie einen kleinen Textilhandel. Nach der Machtergreifung der Nationalsozialisten wurde ihr ihre Staatsbürgerschaft aberkannt, sie galt nun als Angehörige eines feindlichen Staates. Sie wurde angefeindet und gedemütigt. Laura Ullmann starb in ihrem Haus am 12. Mai 1941. |
|              | HIER WOHNTE SELMA PINKUS JG. 1870 ZWANGSUMZUG 1941 ARBEITSHEIM RADINKENDORF DEPORTIERT KOWNO FORT IX ERMORDET 25.11.1941                                          | Stolper Straße 11 ·               | Selma Pinkus wurde in Greifenberg/Pommern geboren und lebte seit 1939 in Hohen Neuendorf. Aufgrund des Gesetzes über Mietverhältnisse mit Juden vom 30. April 1939, welches Mietverhältnisse mit Menschen jüdischer Herkunft regelte, musste sie die mit ihrer Schwester geteilte Wohnung aufgeben. Zusammen wurden sie ins Jüdische Arbeitsheim Radinkendorf bei Beeskow zwangseingewiesen. Selma wurde dann am 17. November 1941 mit dem 6. Osttransport von Berlin in ein jüdisches Ghetto in der litauischen Stadt Kaunas deportiert. Dort wurde sie eine Woche später im Alter von 71 Jahren unter Leitung des SS-Standartenführers Karl Jäger erschossen. |
|              | HIER WOHNTE HELENE WILKE JG. 1864 ZWANGSUMZUG 1942 ARBEITSHEIM RADINKENDORF DEPORTIERT THERESIENSTADT ERMORDET 17.11.1942                                         | Stolper Straße 11 ·               | Helene Wilke wurde in Greifenberg/Pommern geboren und lebte seit 1939 in Hohen Neuendorf. Aufgrund des Gesetzes über Mietverhältnisse mit Juden vom 30. April 1939, welches Mietverhältnisse mit Menschen jüdischer Herkunft regelte, musste sie die mit ihrer Schwester geteilte Wohnung aufgeben. Zusammen wurden sie ins Jüdische Arbeitsheim Radinkendorf bei Beeskow zwangseingewiesen. Sie wurde am 3. Oktober 1942 von Berlin in das Ghetto Theresienstadt deportiert und dort am 17. November 1942, drei Tage nach ihrem 78. Geburtstag, ermordet. |
|              | HIER WOHNTE KLARA LOEW JG. 1870 ZWANGSUMZUG 1942 ARBEITSHEIM RADINKENDORF DEPORTIERT THERESIENSTADT ERMORDET 30.10.1942                                           | Stolper Straße 31 ·               | Klara Loew wurde 1870 in Berlin geboren. Sie zog Anfang der 1930er Jahre zu ihrer jüngeren Schwester nach Hohen Neuendorf. Ende der 1930er Jahre wurden sie ins Jüdische Arbeitsheim Radinkendorf bei Beeskow zwangseingewiesen. Sie wurde am 3. Oktober 1942 von Berlin in das Ghetto Theresienstadt deportiert und dort am 30. Oktober 1942, im Alter 72 Jahren, ermordet. |

## Verlegedaten
Die Verlegungen in Hohen Neuendorf erfolgten durch Gunter Demnig persönlich an folgenden Tagen:
- 30. Juni 2010: Familie Jacks[1]
- 11. Oktober 2011: Familie Rosenthal[48]
- 30. März 2015: Dr. Curt Eckstein[2]
- 26. August 2021: Arthur Magnor, Willy Gerber und Laura Ullmann[56]
- 10. Oktober 2022: Klara Loew, Selma Pinkus und Helene Wilke[52]